# Národní park Niah
Národní park Niah se nachází na ostrově Borneo v malajsijském spolkovém státě Sarawaku. Park byl založen v roce 1974, jeho rozloha je 3138 hektarů. Území parku je považováno za kolébku civilizace v regionu. Byly zde nalezeny nejstarší pozůstatky moderního člověka v jihovýchodní Asii spolu s mnoha dalšími relikviemi pravěkého člověkam staré přibližně 40 000 let, díky čemuž je park jedním z nejvýznamnějších archeologických nalezišť na světě.
Podél západní hranice parku protéká řeka Subis, na území parku se nachází vápencový masiv Gunung Subis. Vápenec původně vznikl jako korálový útes ve raném miocénu. Později byl vyzdvižen a dále utvářen erozí. V parku je řada jeskyní a dalších krasových jevů.

## Historie
V roce 1958 byl učiněn objev, který potvrdil Niah jako místo zásadního archeologického významu. Pracovní tým vedený Tomem Harrisonem objevil lebku v Západním ústí Velké jeskyně, jejíž stáří se odhadovalo na 40 000 let. Byla to lebka moderního člověka (Homo sapiens). Kromě toho byla v okolí nalezena řada nástrojů, kuchyňského náčiní a ozdob z kostí, kamene nebo hlíny. Tyto nalezené předměty naznačovaly, že dlouhé období osídlení sahá až do paleolitu (nejranější část doby kamenné). Další výkopové práce stále probíhají. V roce 2024 byl park zapsán na seznam světového dědictví UNESCO. 

## Fotogalerie

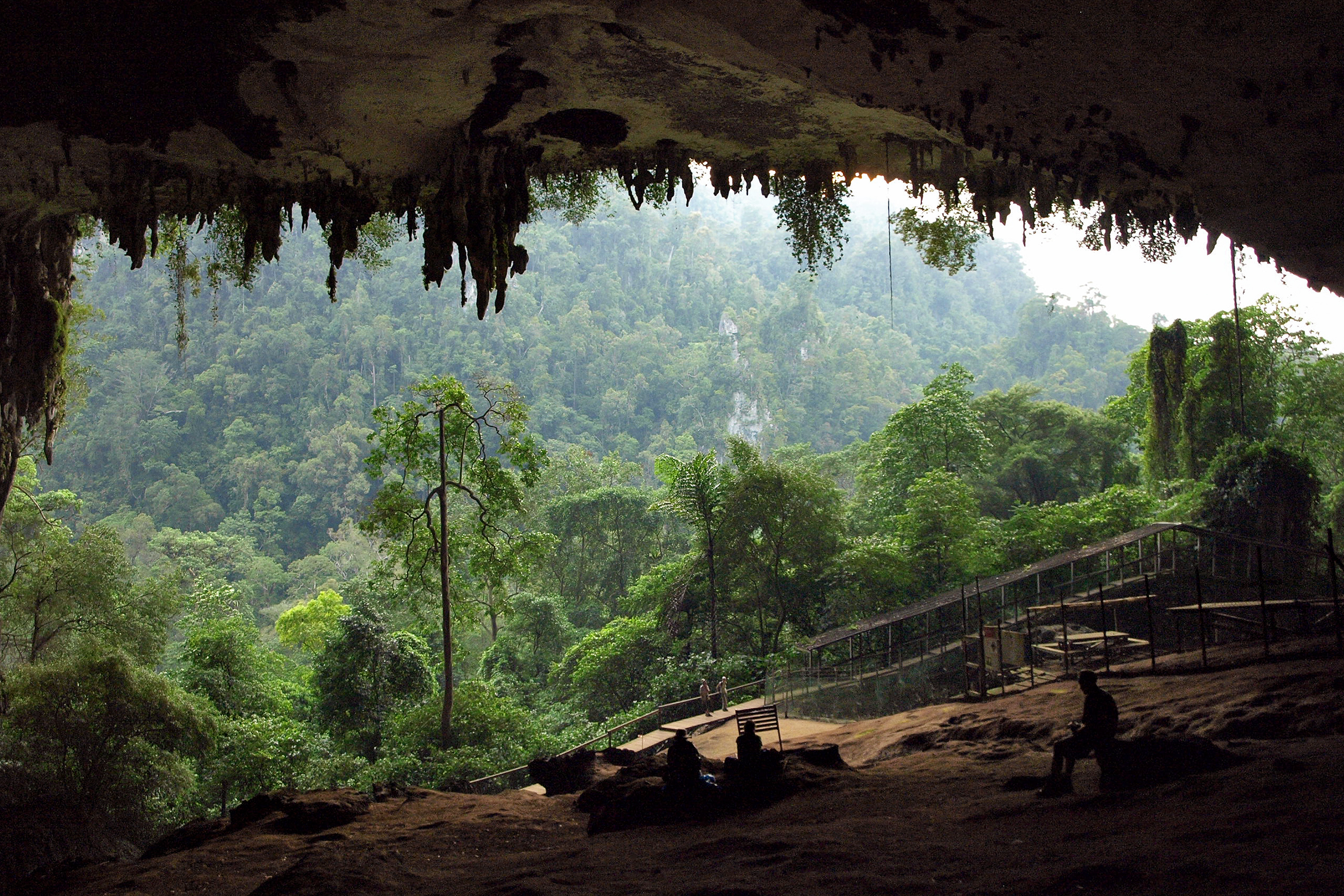
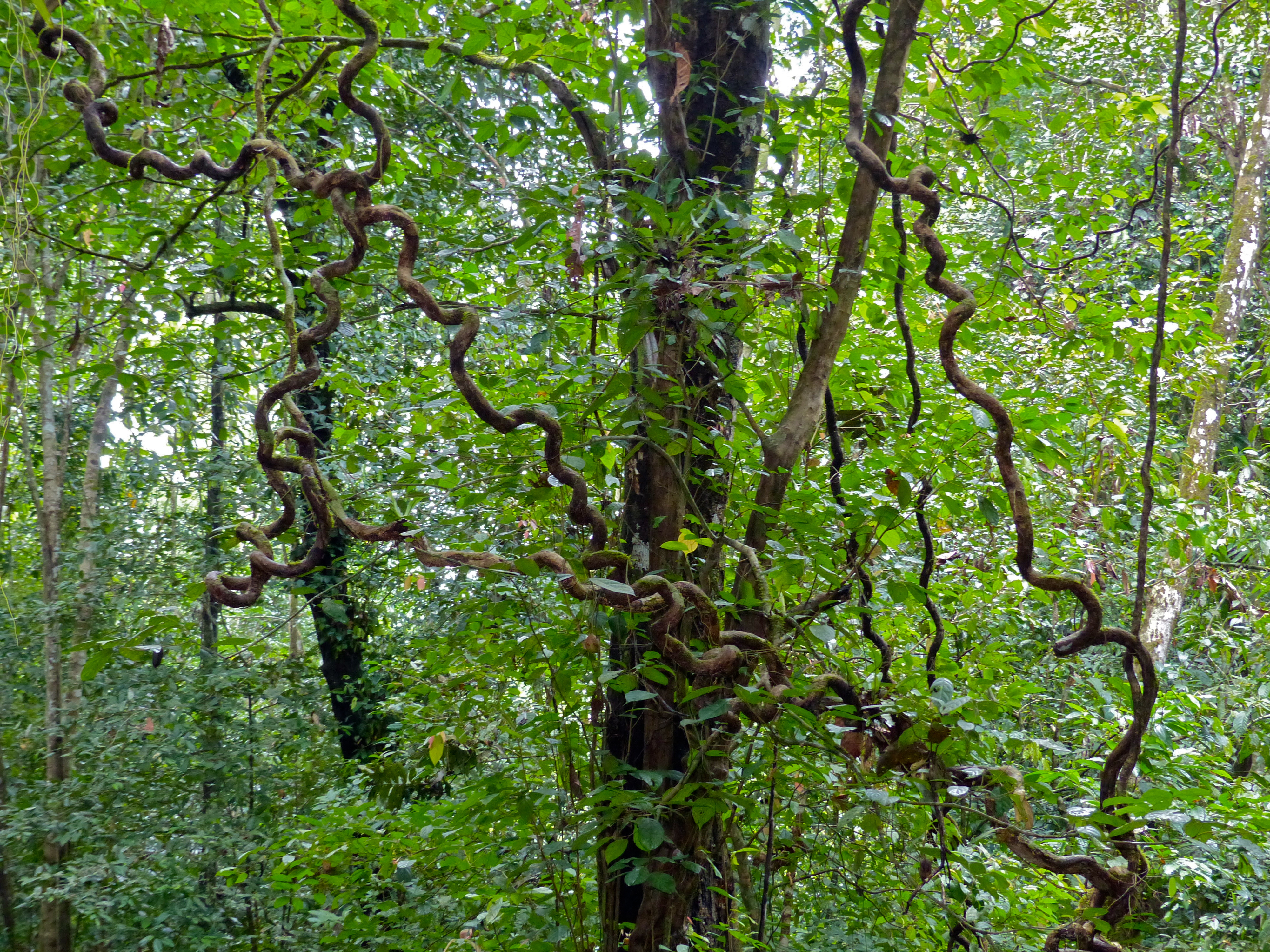
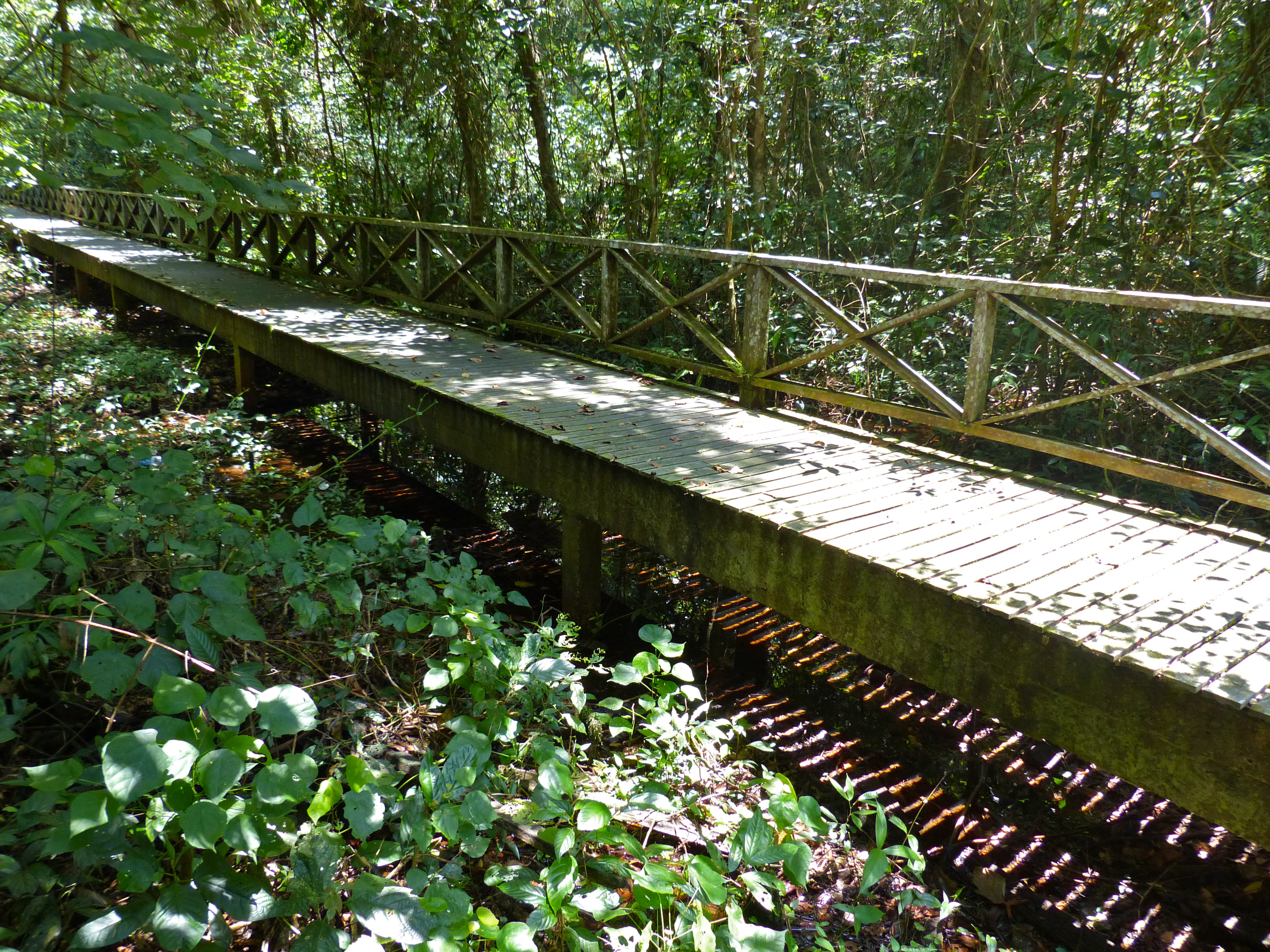